# STAY GOLD (Aqua Timezの曲)
「STAY GOLD」（ステイ・ゴールド）は、Aqua Timezの9枚目のシングルである。2009年3月4日発売。

## 概要
- 前作「Velonica」以来、約2ヶ月ぶりとなるシングル。
- 3万枚の完全生産限定盤であり、3rdアルバム「うたい去りし花」の1週間前にリリースとなった。特典DVDには、「Velonica」と「on the run」のビデオクリップを収録。
- キャッチフレーズは「人の夢わらってる暇があるんなら自分の現実と戦え。」。
- メジャーデビュー後初めてTOP10入りを逃した。

## 収録曲

### CD
1. STAY GOLD [4:35]
  - 「代々木ゼミナール」CMソング
2. STAY GOLD-Instrumental- [4:34]

### DVD
1. Velonica（Music Video）
2. on the run（Music Video）

作詞・作曲：太志　編曲：Aqua Timez